# Stara Bircza
Stara Bircza Lengyelország délkeleti részén, a Kárpátaljai vajdaságban, a Przemyśl járásban, Gmina Bircza község területén található település, közel a lengyel–ukrán határhoz.
A falun keresztülfolyik a Stupnica-folyó, amely a San-folyó egyik mellékfolyója. 

## Történelem
A falu határában 1797-ben épült meg a görög-katolikus Szent Miklós fatemplom, amely 1926-ban leégett.
A település 1975 és 1998  között a Przemyśl vajdaság része volt, majd az 1998-as önkormányzati átszervezések során Kárpátalja vajdasághoz került. 

## Demográfia
Stara Bircza település lélekszáma az alábbiak szerint alakult az idők során:
- 1785 - 140 fő görögkatolikus, római katolikus 65
- 1840 - 335 fő görögkatolikus (nincs adat arról, hogy más vallásokhoz tartozó hívők is éltek volna ekkor a településen)
- 1859 - 331 fő görögkatolikus
- 1879 - 420 fő görögkatolikus
- 1899 - 515 fő görögkatolikus
- 1926 - 539 fő görögkatolikus
- 1929 - 646 fő
- 1938 - 578 fő görögkatolikus
- 2006 - 574 fő

## Fordítás
Ez a szócikk részben vagy egészben  a   Stara Bircza című angol Wikipédia-szócikk ezen változatának fordításán alapul.  Az eredeti cikk szerkesztőit annak laptörténete sorolja fel. Ez a jelzés csupán a megfogalmazás eredetét és a szerzői jogokat jelzi, nem szolgál a cikkben szereplő információk forrásmegjelöléseként.
Ez a szócikk részben vagy egészben  a   Stara Bircza című lengyel Wikipédia-szócikk ezen változatának fordításán alapul.  Az eredeti cikk szerkesztőit annak laptörténete sorolja fel. Ez a jelzés csupán a megfogalmazás eredetét és a szerzői jogokat jelzi, nem szolgál a cikkben szereplő információk forrásmegjelöléseként.